# Quinta de Caselas
A Quinta de Caselas situa-se na freguesia portuguesa de São Francisco Xavier, no concelho de Lisboa, mais precisamente na Rua da Cruz a Caselas. Foi construída no século XVIII. Apresenta um estilo de construção pombalino.
Ainda no século XX teve outras denominações, tais como Pátio de João Mendes e Quinta do Ferro Velho.